# Francisco Morales Bermúdez
Pour les articles homonymes, voir Morales.
Francisco Remigio Morales Bermúdez Cerruti, né à Lima (Pérou) le 4 octobre 1921 et mort dans la même ville le 14 juillet 2022, est un homme d'État et militaire péruvien, qui est président de la République de 1975 à 1980.

## Biographie
Francisco Morales Bermúdez est le petit-fils du général Remigio Morales Bermúdez qui est président de la République de 1890 à 1894. 
De formation militaire entamée dès l’âge de 18 ans à l’école Militaire de Chorrillos, il occupe par la suite des fonctions importantes au CAEM (Centre de Hautes Études Militaires). Il parvient en fin de carrière au grade de général de division. 
Pendant le premier mandat du président Fernando Belaúnde Terry, en 1968, il est ministre des Finances mais démissionne au bout de deux mois.

### Dictature militaire
Après le coup d’État de 1968, sous les ordres du général Juan Velasco Alvarado, Francisco Morales Bermúdez est nommé chef de l’État-major, une fonction qu’il exerce de 1969 à 1974.
Il est président du Conseil des ministres et tient le portefeuille du ministère de la Guerre pendant les années 1974 et 1975 et à partir de février 1975, il est général en chef de l’Armée. 
C’est à ce poste qu’il prend la tête le 29 août 1975 d’un coup d’État contre le président Juan Velasco Alvarado. Le jour suivant, il lui succède comme président de la République. En février 1976, il nomme le général de division Luis Cisneros Vizquerra ministre de l'Intérieur.
Son régime aurait participé au moins une fois à l'Opération Condor, les services péruviens collaborant avec le Bataillon d'intelligence 601 dans l'enlèvement d'Argentins à Lima en 1980. Mais avec l'échec de ses réformes politiques et économiques, son gouvernement ne peut maintenir le contrôle militaire sur la société civile et se voit finalement dans l’obligation de convoquer des élections avec la participation des forces politiques du pays. Une Assemblée Constituante est élue en 1978 qui élabore la Constitution de 1979 modifiant celle de 1933 promulguée pendant la présidence d'Oscar R. Benavides. Francisco Morales Bermudez convoque des élections pour l’année suivante.

### Retrait du pouvoir
En mai 1980, les élections démocratiques portent au pouvoir Fernando Belaúnde Terry, qui assume la présidence le 28 juillet.
Après la fin de sa présidence, Francisco Morales Bermúdez prend du recul par rapport à la vie politique péruvienne, faisant de temps en temps des déclarations sur la situation de l’Armée.
En 1985, il se présente à l’élection présidentielle mais obtient moins de 1 % des voix.
Il est signataire, à l'issue de l'élection présidentielle de 2021, d'une tribune rejetant l’élection du candidat de gauche Pedro Castillo et appelant l'armée à empêcher son investiture.

### Procédures judiciaires
Francisco Morales Bermúdez est condamné par contumace en 2017 par la justice italienne à la prison à perpétuité pour les assassinats d'une vingtaine d'opposants italiens aux dictatures d’Amérique du Sud dans le cadre de l'opération Condor. Il n'est cependant pas extradé et n'aura pas à s’acquitter de sa condamnation.

### Mort
Francisco Morales Bermúdez meurt le 14 juillet 2022 à l’âge de 100 ans. Il était le plus ancien chef d'État du monde encore en vie. L’ancien président péruvien n’aura pas été emprisonné, ni condamné par son pays d’origine, tout comme l’ancien président du Mexique Luis Echeverría, ancien homologue étranger décédé six jours avant.